# Amphoe Sukhirin
Amphoe Sukhirin (thailändisch อำเภอสุคิริน) ist ein Landkreis (Amphoe – Verwaltungs-Distrikt) im Süden der Provinz Narathiwat. Die Provinz Narathiwat liegt im Südosten der Südregion von Thailand an der Landesgrenze zu Malaysia.

## Geographie
Benachbarte Landkreise und Gebiete sind (von Nordwesten im Uhrzeigersinn): die Amphoe Chanae, Ra-ngae, Su-ngai Padi und Waeng der Provinz Narathiwat. Im Süden liegt der Staat Kelantan von Malaysia.

## Geschichte
Am 1. März 1977 wurde Sukhirin zunächst als Kleinbezirk (King Amphoe) eingerichtet, indem die Tambon Mamong und Sukhirin vom Amphoe Waeng abgetrennt wurden.
Am 21. Januar 1986 erhielt Sukhirin den vollen Amphoe-Status.

## Verwaltung

### Provinzverwaltung
Amphoe Sukhirin ist in fünf Unterbezirke (Tambon) eingeteilt, welche weiter in 41 Dorfgemeinschaften (Muban) unterteilt sind.
| Nr. | Name          | Thai    | Muban | Einw. |
| --- | ------------- | ------- | ----- | ----- |
| 1.  | Mamong        | มาโมง   | 10    | 6.446 |
| 2.  | Sukhirin      | สุคิริน    | 13    | 6.577 |
| 3.  | Kia           | เกียร์    | 05    | 4.779 |
| 4.  | Phukhao Thong | ภูเขาทอง | 08    | 2.594 |
| 5.  | Rom Sai       | ร่มไทร   | 05    | 4.833 |

## Lokalverwaltung
Sukhirin (เทศบาลตำบลสุคิริน) ist eine Kleinstadt (Thesaban Tambon) im Landkreis, sie besteht aus Teilen der Tambon Sukhirin, Mamong und Kia.
Außerdem gibt es fünf „Tambon-Verwaltungsorganisationen“ (TAO, องค์การบริหารส่วนตำบล) für die Tambon oder die Teile von Tambon im Landkreis, die zu keiner Stadt gehören.